# Hubus
Al-Hubus és una tribu (els seus membres anomenats habsi) d'Oman, districte d'al-Sharkiyya. Són ibadites i del grup hinawita. Juntament als Banu Hina, els Hirth i els Hadjariyyun van donar suport a l'imam d'Oman el 1957.
Viuen a la regió del uadi Andam, i la seva població principal és Madaybi. El 1965 el xeic suprem era Muhammad ibn Saud ibn Muhammad, del clan Awlad Rushayd, amb seu a al-Fath, superditat al governador provincial omanita.
Les principals faccions són:
- Ghananima
- Asasira
- Awlad Haban
- Al-Shabib
- Djawabir
- Shamatira